# Kleipriemkever
De kleipriemkever (Bembidion semipunctatum) is een keversoort uit de familie van de loopkevers (Carabidae). De wetenschappelijke naam van de soort werd in 1806 gepubliceerd door Edward Donovan.